# منطقه بئی‌لین (سوی‌هوا)
منطقه بئی‌لین (به چینی: 北林区) یک منطقه در شهر سوی‌هوا، استان هئی‌لونگ‌جیانگ چین است که مناطق شهری مرکز این «شهر در سطح ولایت» را شامل می‌شود.

## خصوصیات
منطقه بئی‌لین ۲٬۷۵۳٫۶۰ کیلومترمربع مساحت و ۶۹۸٬۰۲۵ نفر جمعیت دارد.

## تقسیمات اداری
منطقه بئی‌لین به ۴ ناحیه، ۱۴ شهرک، ۲ شهرک قومیتی (برای منچوها)، ۳ قصبه، و ۲ قصبه قومیتی (یکی برای منچوها و یکی برای کره‌ای‌ها) تابعه تقسیم شده است. یک «ناحیهٔ اداری» هم‌سطح قصبه نیز تابع این شهرستان می‌باشد، مناطقی مانند مزارع، مناطق جنگل‌داری، و معادن زغال. 
در چین، اصطلاحاتی چون «شهر در سطح ولایت»، منطقه شهری، و غیره شامل اراضی وسیع و متنوعی می‌شوند که مرکزیت آنان را یک شهر مهم تشکیل می‌دهند. این ۱۲ ناحیه، منطقهٔ شهری اصلی «شهر در سطح ولایت» سوی‌هوا و «منطقهٔ بئی‌لین» را شامل می‌شود. از جمعیت این منطقه، حدود ۵۰٪، معادل ۳۵۵٬۷۰۰ نفر در نواحی شهری زندگی می‌کنند، و بقیهٔ جمعیت در شهرک‌ها و قصبه‌های تابعه.
- ناحیه آی‌لو (爱路街道، Àilù jiēdào)
- ناحیه بئی‌چن (北辰街道، Běichén jiēdào)
- ناحیه بئی‌لین (北林街道، Běilín jiēdào)
- ناحیه جی‌تای (吉泰街道، Jítài jiēdào)
- ناحیه چاوشو (朝旭街道، Cháoxù jiēdào)
- ناحیه چون‌لئی (春雷街道، Chūnléi jiēdào)
- ناحیه دایوو (大有街道، Dàyǒu jiēdào)
- ناحیه دونگ‌چنگ (شرق‌شهر) (东城街道، Dōngchéng jiēdào)
- ناحیه دونگ‌شینگ (东兴街道، Dōngxìng jiēdào)
- ناحیه زی‌لای (紫来街道، Zǐlái jiēdào)
- ناحیه شیان‌فنگ (先锋街道، Xiānfēng jiēdào)
- ناحیه کانگ‌ژوانگ (康庄街道، Kāngzhuāng jiēdào)

- شهرک باوشان (宝山镇، Bǎoshān zhèn)
- شهرک تای‌پینگ‌چوان (太平川镇، Tàipíngchuān zhèn)
- شهرک جانگ‌وئی (张维镇، Zhāngwéi zhèn)
- شهرک جین‌هه (津河镇، Jīnhé zhèn)
- شهرک چین‌جیا (秦家镇، Qínjiā zhèn)
- شهرک دونگ‌جین (东津镇، Dōngjīn zhèn)
- شهرک دونگ‌فو (东富镇، Dōngfù zhèn)
- شهرک سان‌جینگ (三井镇، Sānjǐng zhèn)
- شهرک سان‌هه (三河镇، Sānhé zhèn)
- شهرک سی‌فانگ‌تای (四方台镇، Sìfāngtái zhèn)
- شهرک شوانگ‌هه (双河镇، Shuānghé zhèn)
- شهرک شی‌چانگ‌فا (西长发镇، Xīchángfā zhèn)
- شهرک شینگ‌فو (兴福镇، Xìngfú zhèn)

- ‌ شهرک قومیتی منچو سوی‌شنگ
  - (绥胜满族镇، Suíshèng mǎnzú zhèn)
  - (ᠰᡠᡳ ᡧᡝᠩ ᠮᠠᠨᠵᡠ ᡠᡴᠰᡠᡵᠠ ᠵᡝᠨ، sui šeng manju uksura jen)
- ‌ شهرک قومیتی منچو یونگ‌آن
  - (永安满族镇، Yǒng'ān mǎnzú zhèn)
  - (ᠶᠣᠩ ᠠᠨ ᠮᠠᠨᠵᡠ ᡠᡴᠰᡠᡵᠠ ᠵᡝᠨ، yong an manju uksura jen)

- قصبه شین‌هوا (新华乡، Xīnhuá xiāng)
- قصبه لیان‌گانگ (连岗乡، Liángǎng xiāng)
- قصبه وویینگ (五营乡، Wǔyíng xiāng)

- ‌ قصبه قومیتی کره‌ای شینگ‌هه/هونگهوا (星火朝鲜族乡، Xīnghuǒ cháoxiǎnzú xiāng)(흥화조선족향، Hŭnghwa josŏnjok hyang)
- ‌ قصبه قومیتی منچو هونگ‌چی
  - (红旗满族乡، Hóngqí mǎnzú xiāng)
  - (ᡥᡠᠩᡴᡳ ᠮᠠᠨᠵᡠ ᡠᡴᠰᡠᡵᠠ ᡤᠠᡧᠠᠨ، hungki manju uksura gašan)

- ناحیه اداری سوی‌هوا (绥化局直، Suíhuà júzhí)